# Satchelliella cubitospinosa
Satchelliella cubitospinosa är en tvåvingeart som först beskrevs av Jung 1954.  Satchelliella cubitospinosa ingår i släktet Satchelliella och familjen fjärilsmyggor. Inga underarter finns listade i Catalogue of Life.